# Tayeb Salih
Tayeb Salih (Karmakol, 12 luglio 1928 – Londra, 18 febbraio 2009) è stato uno scrittore sudanese, tra i più noti in lingua araba, insieme a Naguib Mahfouz e Taha Hussein.

## Biografia
Nato vicino ad Al Dabbah, nel nord del Sudan, in una famiglia di piccoli agricoltori, ha studiato all'università di Khartum e poi all'Università di Londra per poi lavorare in televisione, scrivendo nel frattempo un editoriale ogni settimana per il giornale di Londra in lingua araba "al Majalla". Dopo aver lasciato l'Arabic Service della BBC è stato ministro dell'informazione del Qatar, abitando a Doha, quindi ha lavorato come ambasciatore degli Stati del Golfo Persico presso l'UNESCO.
Nel 1965 si è sposato con una donna scozzese, Julia Maclean dalla quale ha avuto tre figlie: Zainab, Sara e Samira. Nel frattempo, ha scritto il romanzo La stagione della migrazione a Nord (pubblicato a Beirut nel 1966), che è stato salutato come uno dei romanzi più belli della letteratura araba moderna e tradotto in molte lingue. Altri tre romanzi e una raccolta di racconti completano la sua esplorazione del mondo letterario.
La novella Il matrimonio di Zein ('Urs al-zayn, 1966) è stata portata in teatro in Libia e poi trasposta in un film dal regista kuwaitiano Khalid Al-Siddiq.

## Opere
- Mawsim al-Hiğra ilā-š-Šamāl, 1967 (La stagione della migrazione a Nord), a cura di Francesco Leggio, Palermo, Sellerio, 1992 ISBN 978-88-389-2533-7
- 'Irse Elzaine, raccolta di racconti
- Mukhtarat
- Dau al-Bayt
- Doumat wada Hamid
- Mariud (Bandar Shah), 1987